# Christ Church Nichola Town
Christ Church Nichola Town är en parish i Saint Kitts och Nevis. Den ligger i den centrala delen av landet, 7 km nordväst om huvudstaden Basseterre. Antalet invånare är 1 801. Arean är 18 kvadratkilometer. Christ Church Nichola Town ligger på ön Saint Christopher.
Följande samhällen finns i Christ Church Nichola Town:
- Nicola Town
- Mansion